# Ayoub Abdi
Ayoub Abdi (arabisch أيوب العبدي, DMG Ayyūb al-ʿAbdī; * 16. Februar 1997 in Ech Cheliff) ist ein algerischer Handballspieler.

## Karriere

### Verein
Ayoub Abdi lernte das Handballspielen bei CRB Baraki, wo er ab 2013 erste Erfahrungen im Männerbereich sammelte. In der Saison 2016/17 lief der 1,97 m große rechte Rückraumspieler in fünf Spielen für den französischen Verein Pays d’Aix UC in der ersten französischen Liga auf, bevor er wieder nach Algerien zurückkehrte. In der Saison 2018/19 stand er erneut in der höchsten französischen Liga bei Grenoble SMH38 unter Vertrag. Von 2019 bis 2024 spielte der Linkshänder für Fenix Toulouse Handball, mit dem er international an der EHF European League teilnahm. Im Sommer 2024 wechselte er zum französischen Erstligisten HBC Nantes, mit dem er an der EHF Champions League teilnimmt.

### Nationalmannschaft
Mit der algerischen Nationalmannschaft gewann Abdi die Silbermedaille bei der Afrikameisterschaft 2024 in Ägypten. Er nahm zudem an den Weltmeisterschaften 2021, 2023 und 2025 teil.
Bisher bestritt er 57 Länderspiele, in denen er 304 Tore erzielte.